# Rastrelliger
Rastrelliger — рід риб родини скумбрієві (Scombridae).

## Опис
Поширені тільки в тропічній зоні Індійського й західної частини Тихого океану, відрізняються від дійсних скумбрій більше високим, трохи стислим з боків тілом, довгими й численними зябровими тичинками (у двох видів) і відсутністю зубів на даху ротової порожнини. 

## Види
Найбільш звичайний вид — канагурта (R. kanagurta), що живе в берегів Східної Африки, Південній Азії, Північній Австралії й в приостровних водах (вона зустрічається від Мадагаскару й Червоного моря на заході до островів Полінезії на сході), досягає всього лише 30 см у довжину при вазі близько 380 г. Вона живиться планктонними ракоподібними й молоддю риб і звичайно тримається в більших косяках, які в деякі сезони підходять впритул до берега. У водах Південно-Східної Азії ці підходи звичайно зв'язані зі зміною мусонних вітрів. У західного узбережжя Індії, наприклад, канагурта з'являється тільки в період зимового мусону. Ікрометання цієї риби триває протягом цілого року
Канагурта й близька до неї індійська скумбрія (R. brachysoma), що не перевищує 20 см у довжину — найважливіші об'єкти рибальства в Пакистані, Індії, Бірмі, Таїланді, Малайзії, Індонезії, на Цейлоні. На Філіппінах велике значення має третій вид — філіппінська скумбрія (R. faughni).